# 邯邢城际公交
邯邢公交，又名邯郸邢台公交，是河北省邯郸市和邢台市之间的城际公交，预定于2014年8月开始在邯郸市和邢台两城市之间对发运行，途径永年区临洺关镇，沙河市。这是河北省南部地区开通的第一条城际公交线路，也是河北省城际公交的试点线路。由河北省邯郸万合运营。
线路为901路。每10分钟一次的发车模式，日发36个班次。